# Buckley (Washington)
Buckley is een plaats (city) in de Amerikaanse staat Washington, en valt bestuurlijk gezien onder Pierce County.

## Demografie
Bij de volkstelling in 2000 werd het aantal inwoners vastgesteld op 4145.
In 2006 is het aantal inwoners door het United States Census Bureau geschat op 4463, een stijging van 318 (7,7%).

## Geografie
Volgens het United States Census Bureau beslaat de plaats een oppervlakte van
10,1 km², waarvan 10,0 km² land en 0,1 km² water. Buckley ligt op ongeveer 221 m boven zeeniveau.

## Plaatsen in de nabije omgeving
De onderstaande figuur toont nabijgelegen plaatsen in een straal van 12 km rond Buckley.